# Bateria Lascaris

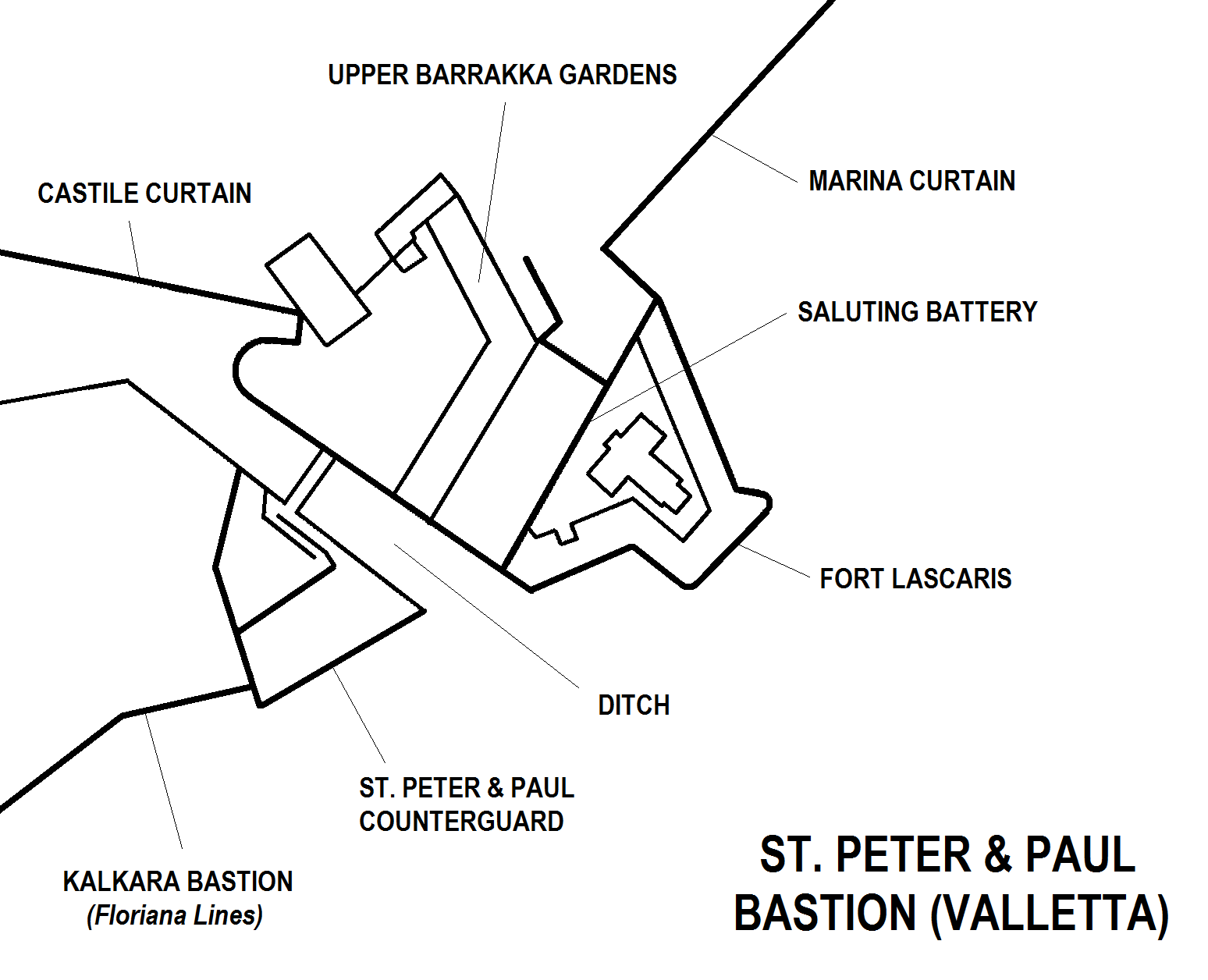
Mapa baterii Lascaris oraz bastionu św. Piotra i Pawła

Bateria Lascaris (malt. Batterija ta’ Lascaris, ang. Lascaris Battery), znana też jako Fort Lascaris (malt. Forti Lascaris) lub Lascaris Bastion (malt. Sur ta’ Lascaris) jest to bateria artyleryjska położona po wschodniej stronie Valletty na Malcie. Bateria została zbudowana przez Brytyjczyków w roku 1854, jest dobudowana do starszego bastionu św. Piotra i Pawła z fortyfikacji frontowych Valletty. W czasie II wojny światowej w pobliżu baterii wykopane zostały Lascaris War Rooms, które były tajną kwaterą główną Brytyjczyków, broniących wyspy.

## Historia
Kiedy Brytyjczycy przejęli Wyspy Maltańskie w roku 1800, zaczęli używać fortyfikacji zbudowanych przez Zakon Maltański prawie bez żadnych modyfikacji. Zgodnie z ówczesną teorią militarną, Royal Navy na Morzu Śródziemnym uznawana była za najbardziej niezawodną ochronę przed inwazją. Chociaż, sir William Reid, podczas pełnienia urzędu gubernatora, zarządził wybudowanie baterii artyleryjskich wewnątrz Grand Harbour, w celu odparcia okrętów, które zdołałyby przebić się przez kordon Fortu Saint Elmo i Saint Angelo i przeniknęłyby do portu. W roku 1854 rozpoczęto więc budowę Baterii Lascaris obok Ġnien is-Sultan, ogrodu założonego przez Wielkiego Mistrza Juana de Lascaris. Bateria została nazwana od imienia tego Wielkiego Mistrza.
Podczas II wojny światowej, pod Upper Barrakka Gardens i kazamatami Baterii Lascaris, wykuto w skale Lascaris War Rooms. Sieć podziemnych tuneli i pomieszczeń, ulokowana 46 metrów poniżej Upper Barrakka Gardens i Saluting Battery, używana była jako „The War Rooms” brytyjskiej wojennej kwatery głównej na Malcie. Obiekt mieścił później kwaterę główną sił alianckich zdobywających Sycylię w połowie roku 1943.
24 grudnia 1941 roku, Bateria Lascaris, razem z Upper Barrakka Gardens i Saluting Battery, zostały uszkodzone w wyniku rajdu lotniczego. Części uszkodzone zostały później odbudowane.

## Opis
Od strony portu, przylegając do bastionu św. Piotra i Pawła, poniżej prostokątnej Saluting Battery, zbudowany został wysoki bastion. Bateria Lascaris ma nieregularny, trapezoidalny kształt z zaokrąglonymi rogami. Platforma strzelnicza rozciąga się od prawej strony. Plac musztry ulokowany jest wewnątrz nowego bastionu. Począwszy od roku 1868, dwupoziomowe kazamaty przekształcone zostały w koszary, które w rezultacie mają galerie otwarte na plac musztry.

## Uzbrojenie

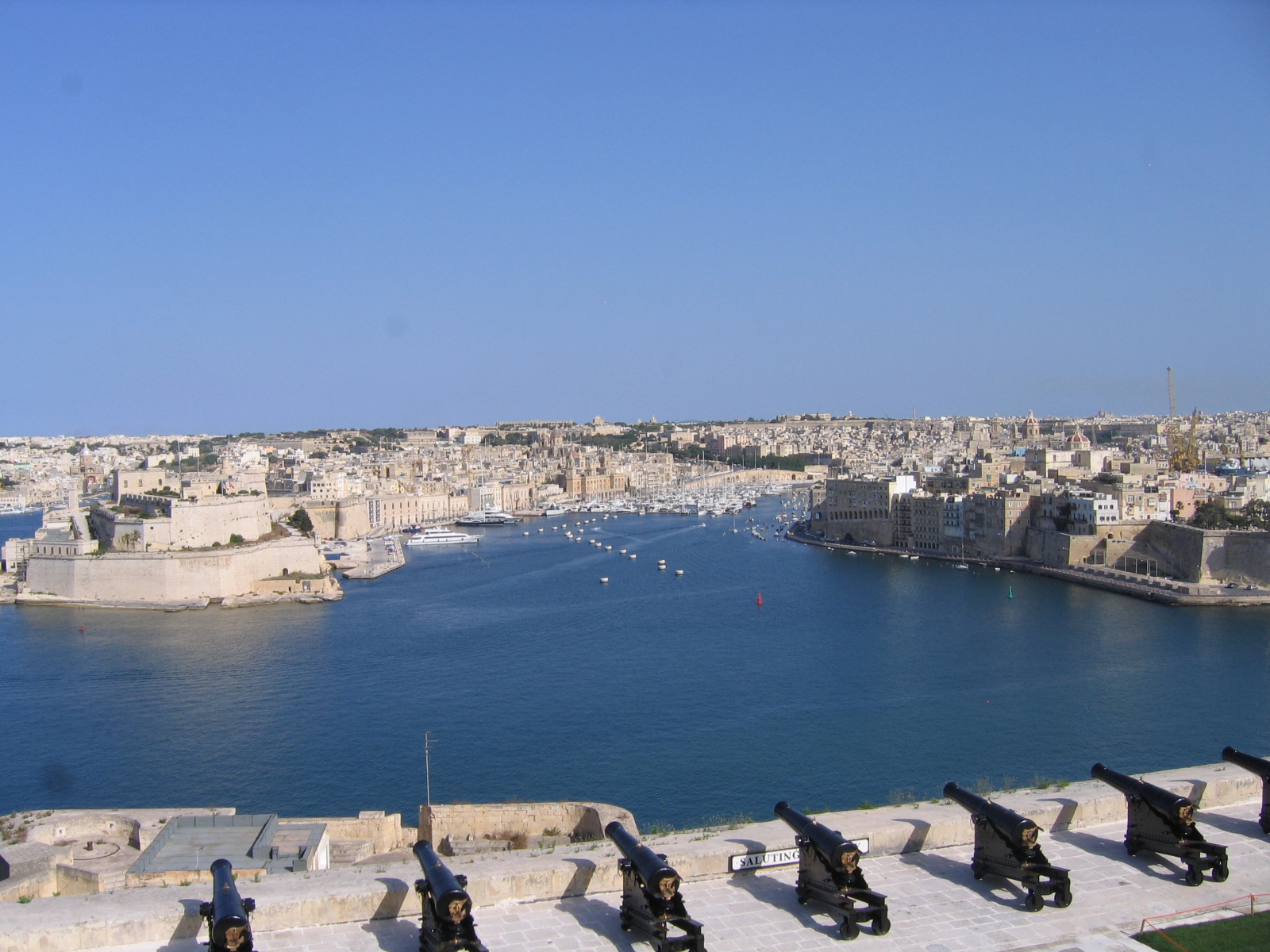
Widok przez Grand Harbour z Upper Barrakka Gardens. Saluting Battery jest na pierwszym planie, platforma działa RML 9-calowego na Baterii Lascaris widoczna jest po lewej (drugi plan).

Na początku lat 1860. bateria została uzbrojona w czternaście dział 8-calowych 9 ton ładowanych od przodu, z gwintowaną lufą (ang. RML – Rifled Muzzle Loader). Dodatkowo, cztery działa RML 10-calowe 18 ton ustawione były na lewej flance baterii. Na dodatkowej platformie poniżej lewej flanki Saluting Battery, znajdowały się trzy 10-calowe haubice. W roku 1884 bateria została uzbrojona w siedem dział RML 64-funtowych 64 cwt, ustawionych w kazamatach, które były osłaniane murem, o grubości ok. 1,3 metra. Kiedy działa te stały się już przestarzałe, zastąpiono je bardziej nowoczesną artylerią. Działo RML 9-calowe 12 ton zostało zamontowane w baterii na otwartej barbecie w bardzo eksponowanym położeniu. Skład prochu, o pojemności ok. 13 800 kg, chroniony był jedynie przez 3-metrową ścianę i dach. Poza tym, konstrukcja baterii była już przestarzała, co uniemożliwiało jej konkurowanie z nowoczesną artylerią.